# Mateusz Cholewiak
Mateusz Cholewiak (Krosno, 5 febbraio 1990) è un calciatore polacco, centrocampista del Puszcza Niepołomice.

## Palmarès

### Club

#### Competizioni nazionali
- Campionato polacco: 2

Legia Varsavia: 2019-2020, 2020-2021
- II Liga: 1

Stal Mielec: 2015-2016